# Rajdowe Samochodowe Mistrzostwa Polski 1955
Ten artykuł dotyczy sezonu 1955 Rajdowych Samochodowych Mistrzostw Polski. W tym roku samochody startujące w RSMP podzielone były na dwie kategorie:
- Sportową – Kategoria S,
- Turystyczną – Kategoria T.

Samochody obu kategorii podzielone były na klasy:
- Klasa IX – pow. 2600 cm³,
- Klasa VIII – do 2600 cm³,
- Klasa VII – do 2000 cm³,
- Klasa VI – do 1700 cm³,
- Klasa V – do 1300 cm³,
- Klasa IV – do 1000 cm³,
- Klasa III – do 750 cm³.

## Kalendarz[2]
| Runda | Data         | Nazwa rajdu                                     | Raport |
| 1     | 18–19 lutego | 2. Zimowy Ogólnopolski Rajd Samochodowy         | Wyniki |
| 2     | 26–27 maja   | 1. Łódzki Rajd Samochodowy                      | Wyniki |
| 3     | 15–20 lipca  | 16. Ogólnopolski Rajd Samochodowy               | Wyniki |
| 4     | 1–2 września | 5. Ogólnopolski Górski Rajd Samochodowy w Wiśle | Wyniki |

## Klasyfikacja generalna kierowców[3]
W 1, 2 i 4 rundzie punkty przyznawano za 6 pierwszych miejsc według systemu: 8-6-4-3-2-1, a w 3 rundzie punkty przyznawano według systemu: 12-9-6-4-3-1. Do końcowej klasyfikacji sezonu zaliczano zawodnikom 3 najlepsze wyniki. Warunkiem sklasyfikowania był udział w co najmniej dwóch eliminacjach. Wyniki pierwszych trzech kierowców w swojej klasie:
| Miejsce                | Kierowca            | Samochód              | Pkt |
| Klasa Turystyczna IX   |                     |                       |     |
| 1                      | Bolesław Majkowski  | Ford                  | 24  |
| 2                      | Jerzy Lewandowski   | Chevrolet             | 20  |
| 3                      | Ksawery Frank       | Chevrolet Fleetmaster | 10  |
| Klasa Turystyczna VIII |                     |                       |     |
| 1                      | Stanisław Wierzba   | Warszawa M 20         | 24  |
| 2                      | Marian Repeta       | Warszawa M 20         | 22  |
| 3                      | Roman Karczewski    | Warszawa M 20         | 19  |
| Klasa Turystyczna VII  |                     |                       |     |
| 1                      | Jerzy Zaczeniuk     | Citroen 11            | 26  |
| 2                      | Zygmunt Skoczkowski | Tatraplan             | 25  |
| 3                      | Ludwik Kachelski    | Citroen 11            | 12  |
| Klasa Turystyczna VI   |                     |                       |     |
| 1                      | Edward Niziołek     | Opel Olympia          | 28  |
| 2                      | Jan Orodecki        | Mercedes-Benz 170 V   | 19  |
| 3                      | Henryk Waśkiewicz   | Mercedes-Benz 170 V   | 15  |
| Klasa Turystyczna IV-V |                     |                       |     |
| 1                      | Erazm Gajewski      | Fiat 1100             | 23  |
| 2                      | Henryk Olszewski    | Skoda                 | 17  |
| 3                      | Tadeusz Dubas       | Skoda Furgon          | 14  |
| Klasa Turystyczna III  |                     |                       |     |
| 1                      | Stefan Goński       | DKW                   | 22  |
| 2                      | Janusz Jarosz       | DKW                   | 16  |
| 3                      | Jacek Dzięciołowski | DKW                   | 12  |